# Habaguanex S.A.
La cadena hotelera Habaguanex S.A. es una corporación cubana creada el 6 de enero de 1994, perteneciente a la Oficina del Historiador de La Habana. Se caracteriza principalmente por un producto dedicado al alojamiento histórico cultural con una marcada diferenciación ya que ofrece la posibilidad de conocer importantes muestras de valor arquitectónico, cultural e histórico proponiendo desde hoteles de lujo y de línea económica hasta atractivos hostales con modernas construcciones y con una finalidad comercial, aprovechando así la posición histórica de que gozan sus instalaciones y la zona de La Habana Vieja en la que se encuentran situadas dedicando así sus antiguos inmuebles a la explotación turística.

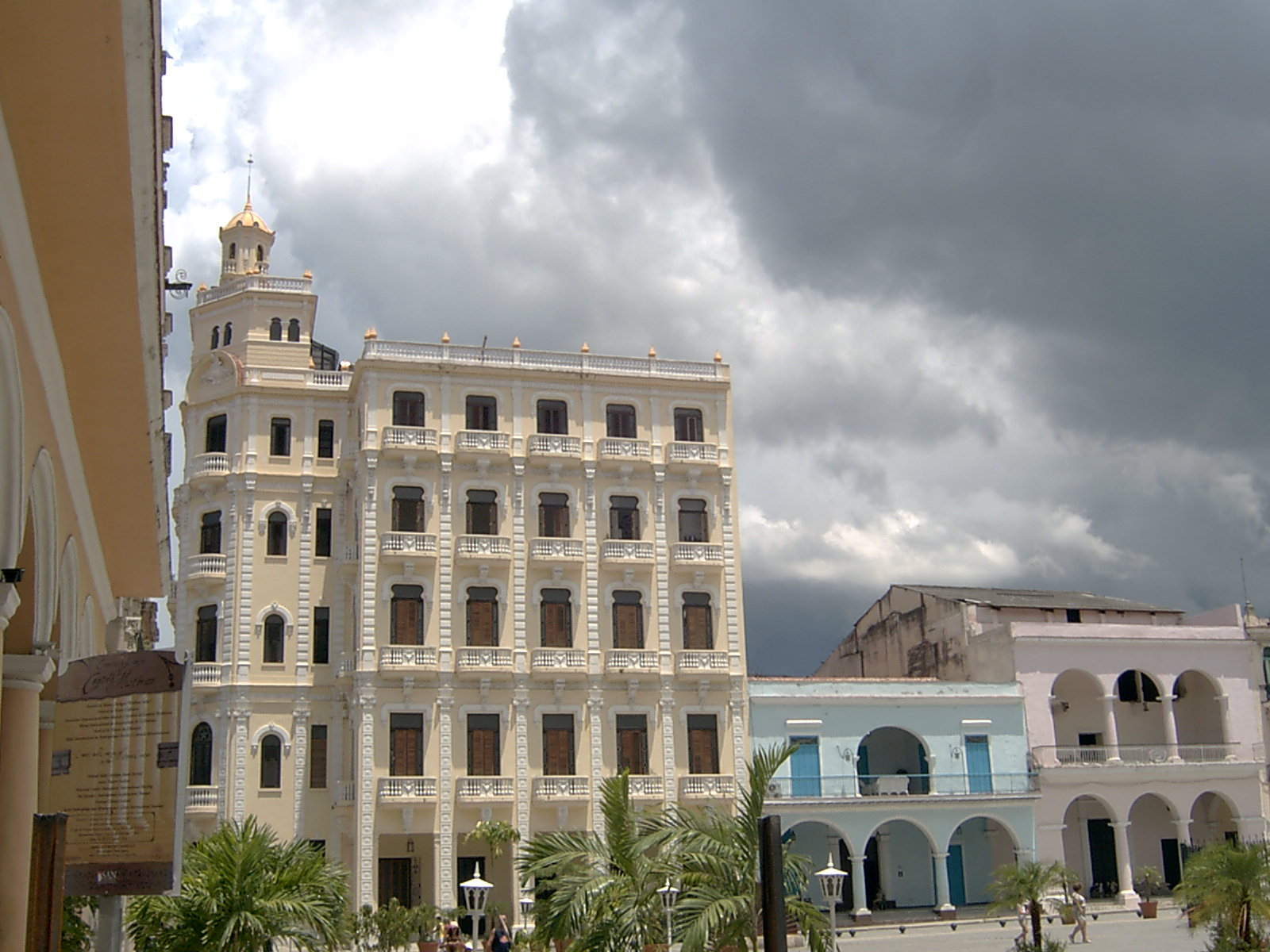
Edificios coloniales en la Plaza Vieja.

Esta compañía toma su nombre del cacique Habaguanex que dominaba antes de la llegada de Cristóbal Colón la zona en que hoy está La Habana.
Algunos expertos consideran que se trata de un proyecto de desarrollo sostenible, debido a que los ingresos que genera la empresa son destinados a la reparación del centro histórico de la ciudad.[cita requerida]

## Cobertura
En la actualidad, suman 300 las instalaciones de Habaguanex, entre restaurantes, tiendas, mercados, cafeterías y 16 hoteles y hostales que llegan a 546 habitaciones, de diferentes categorías.

## Hoteles
- Hotel Saratoga
- Hotel Ambos Mundos
- Hotel Raquel